# 高橋隆男
髙橋 隆男（たかはし たかお）は、tvkコミュニケーションズ 元代表取締役社長（エンタープライズカンパニー 社長執行役員 兼務）。

## 経歴
- テレビ神奈川（tvk）入社後、編成局長、取締役 編成・報道制作・放送ｾﾝﾀｰ担当 編成局長[1]、取締役 社長室長・総務局長[2]などを歴任。2014.6.23付で兼務していたtvk取締役を退任。

## 出演番組
- ハマランチョ（編成局長時代にtvk関連のPRで、取締役昇格後に団体の表彰渡しでそれぞれ出演）